# La Roca de la Sierra
La Roca de la Sierra je španělská obec situovaná v provincii Badajoz (autonomní společenství Extremadura).

## Poloha
Obec se nachází mezi městy Puebla de Obando, Villar del Rey a Badajozem, který je vzdálený 38 km po silnici EX-100. Od Méridy je vzdálena 48 km. Je situována v okrese Tierra de Mérida - Vegas Bajas a soudním okrese Montijo.

## Historie
V roce 1834 se obec stává součástí soudního okresu Badajoz. V roce 1842 čítala obec 144 usedlostí a 430 obyvatel.

## Odkazy

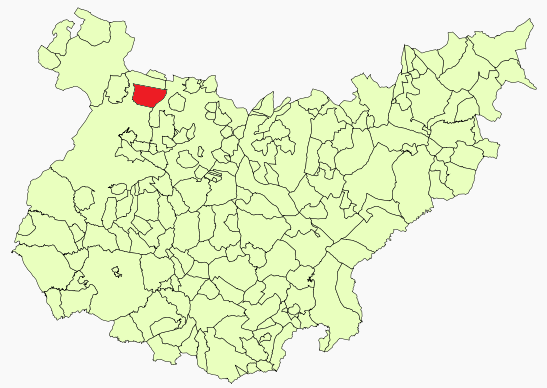
Poloha obce v provincii Badajoz

## Demografie
| Populace obce La Roca de la Sierra z let (1842–2010) | Populace obce La Roca de la Sierra z let (1842–2010) | Populace obce La Roca de la Sierra z let (1842–2010) | Populace obce La Roca de la Sierra z let (1842–2010) | Populace obce La Roca de la Sierra z let (1842–2010) | Populace obce La Roca de la Sierra z let (1842–2010) | Populace obce La Roca de la Sierra z let (1842–2010) | Populace obce La Roca de la Sierra z let (1842–2010) | Populace obce La Roca de la Sierra z let (1842–2010) | Populace obce La Roca de la Sierra z let (1842–2010) | Populace obce La Roca de la Sierra z let (1842–2010) | Populace obce La Roca de la Sierra z let (1842–2010) | Populace obce La Roca de la Sierra z let (1842–2010) | Populace obce La Roca de la Sierra z let (1842–2010) | Populace obce La Roca de la Sierra z let (1842–2010) | Populace obce La Roca de la Sierra z let (1842–2010) | Populace obce La Roca de la Sierra z let (1842–2010) | Populace obce La Roca de la Sierra z let (1842–2010) |
| ---------------------------------------------------- | ---------------------------------------------------- | ---------------------------------------------------- | ---------------------------------------------------- | ---------------------------------------------------- | ---------------------------------------------------- | ---------------------------------------------------- | ---------------------------------------------------- | ---------------------------------------------------- | ---------------------------------------------------- | ---------------------------------------------------- | ---------------------------------------------------- | ---------------------------------------------------- | ---------------------------------------------------- | ---------------------------------------------------- | ---------------------------------------------------- | ---------------------------------------------------- | ---------------------------------------------------- |
| 1842                                                 | 1857                                                 | 1860                                                 | 1877                                                 | 1887                                                 | 1897                                                 | 1900                                                 | 1910                                                 | 1920                                                 | 1930                                                 | 1940                                                 | 1950                                                 | 1960                                                 | 1970                                                 | 1981                                                 | 1991                                                 | 2001                                                 | 2010                                                 |
| 430                                                  | 977                                                  | 948                                                  | 1 002                                                | 1 161                                                | 1 589                                                | 1 752                                                | 1 834                                                | 2 281                                                | 2 627                                                | 2 852                                                | 3 270                                                | 3 194                                                | 2 497                                                | 2 069                                                | 1 554                                                | 1 586                                                | 1 518                                                |